# Avenue François-Mitterrand (Saint-Denis)
Pour les articles homonymes, voir Avenue François-Mitterrand.
L'avenue François-Mitterrand est une voie de communication de Saint-Denis.

## Situation et accès

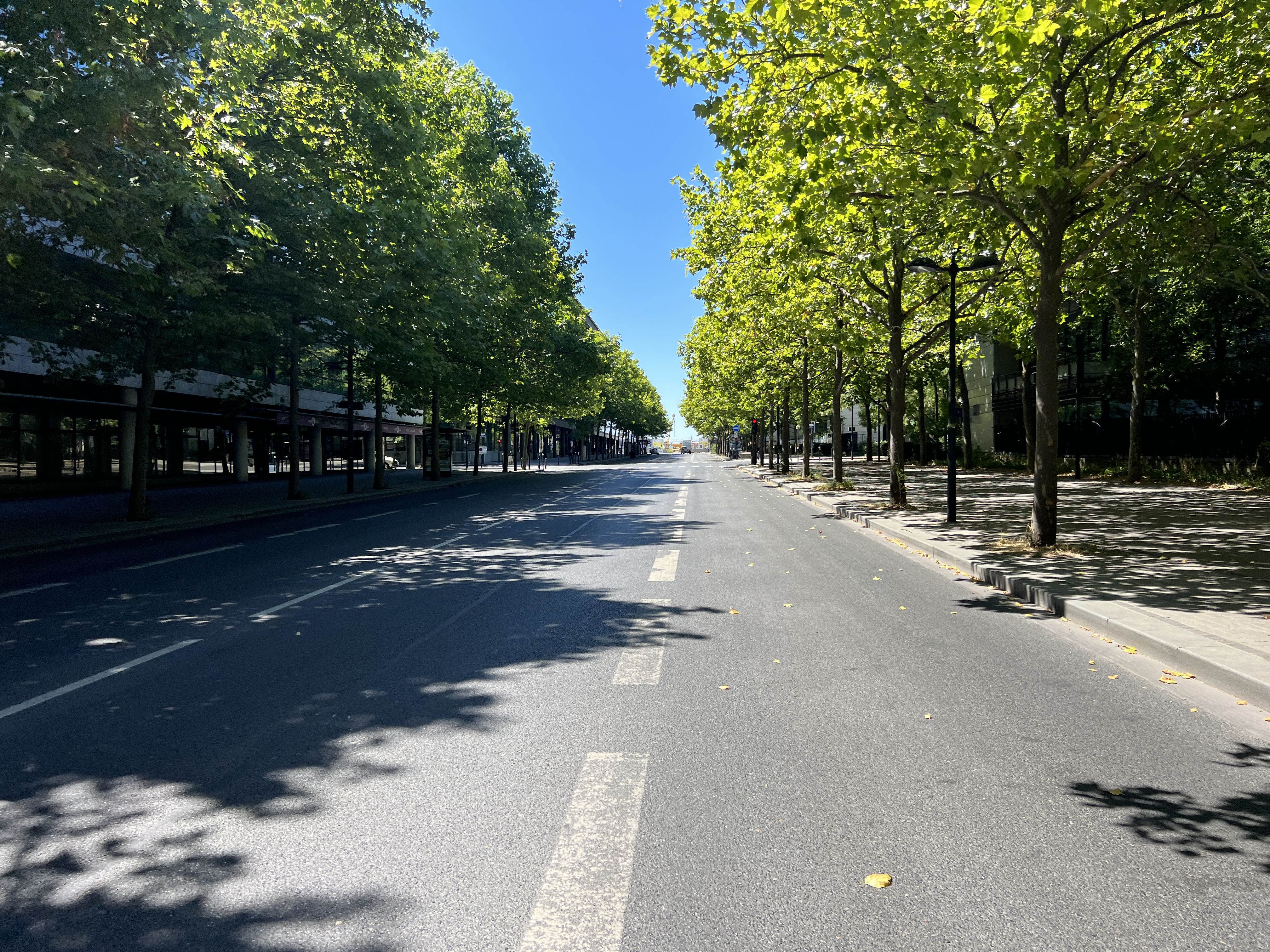
Avenue François-Mitterrand, 2022.

Orientée Ouest-Est, l'avenue est située dans la Plaine-Saint-Denis. Perpendiculaire au faisceau ferroviaire de la gare de Paris-Nord, elle commence face à la place des Étoiles, traverse l'avenue des Fruitiers, axe nord-sud et se termine sur l'axe majeur de la Plaine Saint-Denis.
Accès
- Gare de La Plaine - Stade de France, réaménagée lors de la construction du centre d'affaires[1].

## Origine du nom

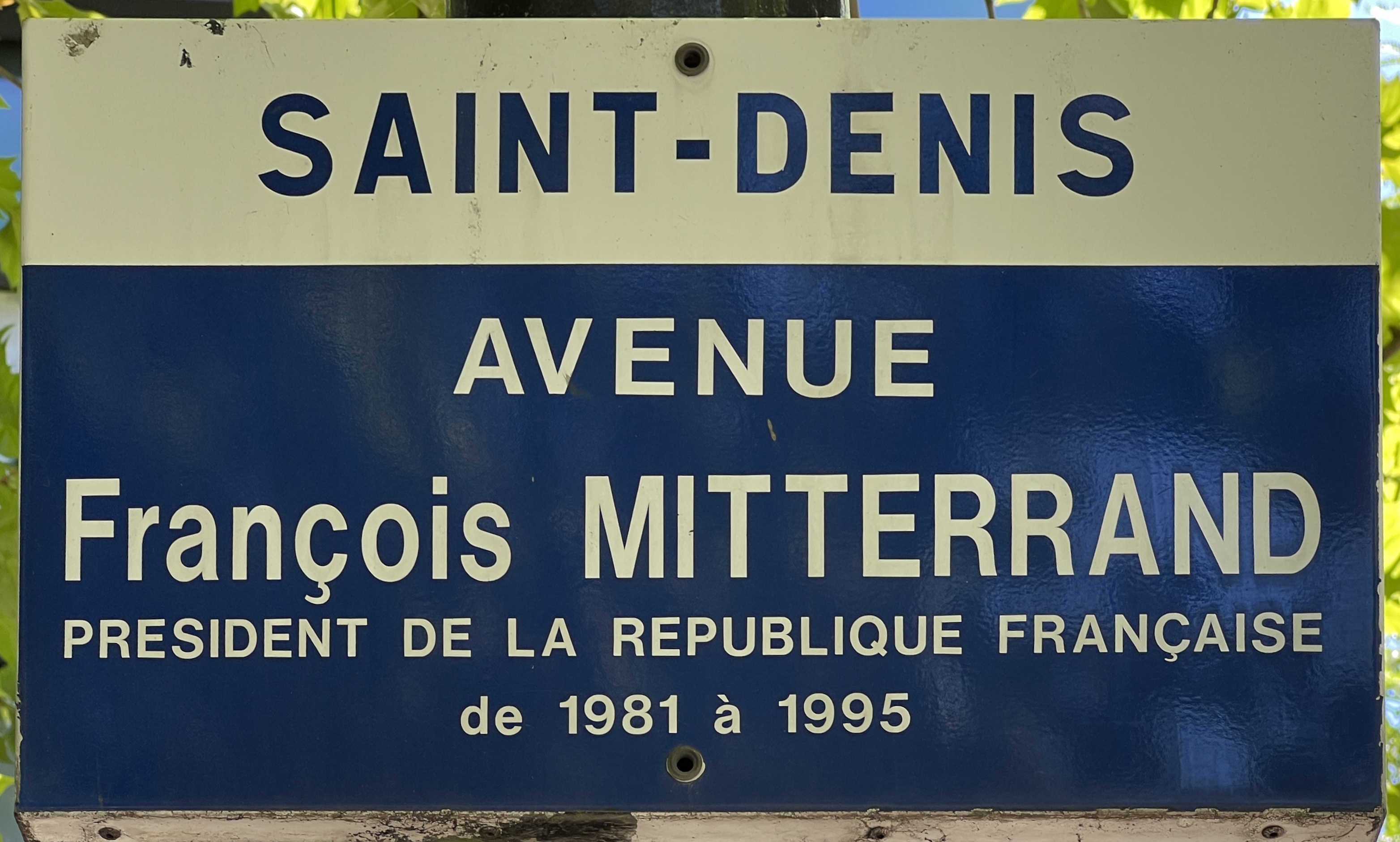
Plaque Avenue François Mitterrand.

Cette avenue a été nommée en l'honneur de François Mitterrand (1916-1996), président de la République française de 1981 à 1995.

## Historique

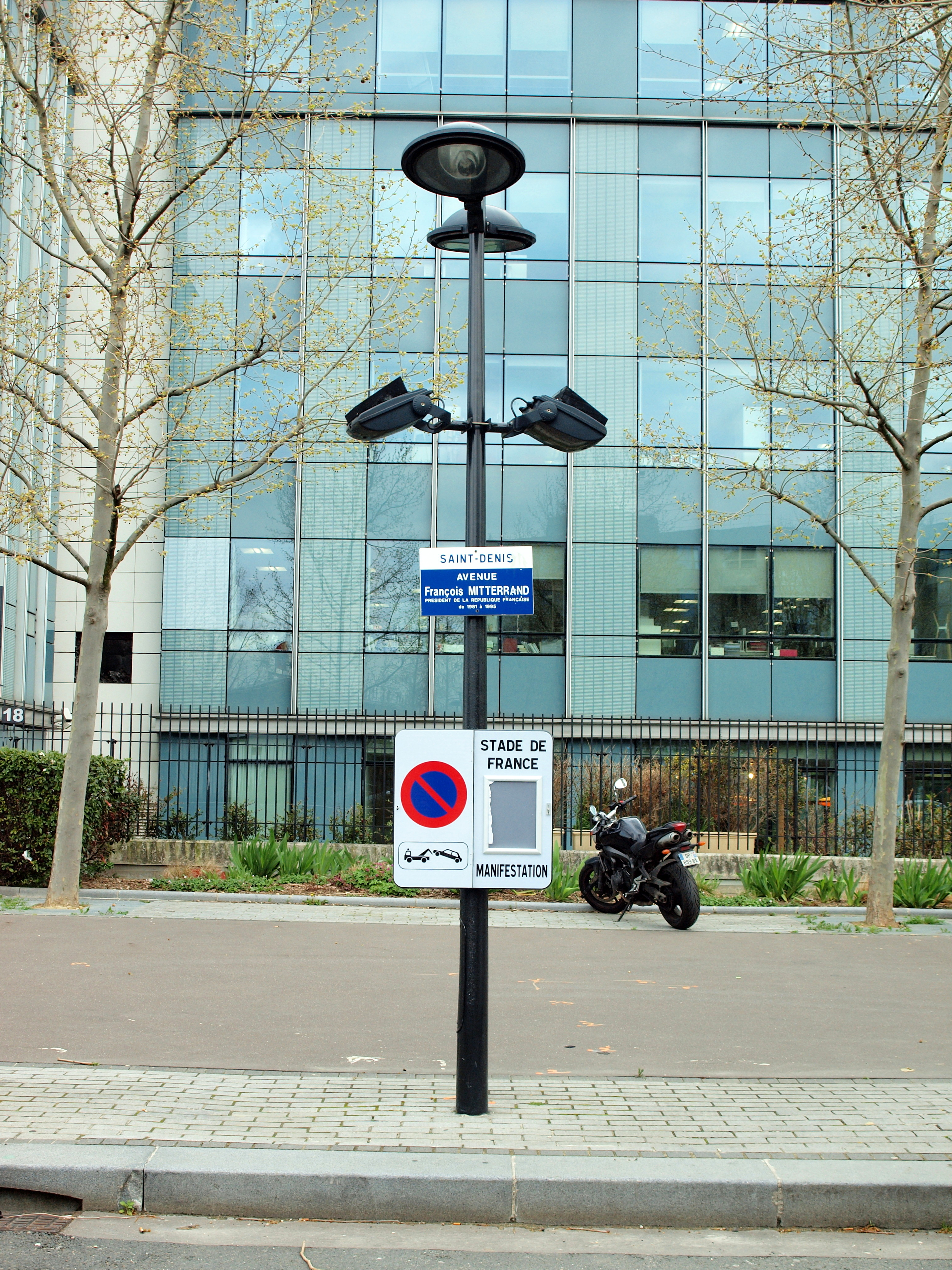
Un immeuble en 2016.

Elle fait partie des voies de communication et aménagements du nouveau quartier du Landy-France, un pôle d'activités et d'affaires projeté dès les années 1990 sur des friches industrielles. Décidé en 2001, ses travaux commencent en 2003.
Étendu sur 27 hectares, ce quartier d'affaires a vu s'élever de nombreux immeubles innovants, offrant 177 000 mètres carrés de bureaux pour près de 10000 emplois.

## Bâtiments remarquables et lieux de mémoire
- Parc du Temps des Cerises[8], qui fait référence à une chanson de 1866.
- Le franchissement Pleyel, projet de pont prolongeant l'avenue, afin de relier l'est de La Plaine Saint-Denis au quartier Pleyel[9].
- Direction générale de la SNCF, installée en 2013[10].